# Floresta Nacional de Purus
A floresta nacional de Purus está localizada no estado do Amazonas na região norte do Brasil. O bioma predominante é o da Floresta Amazônica.